# 로열 앨버트 홀

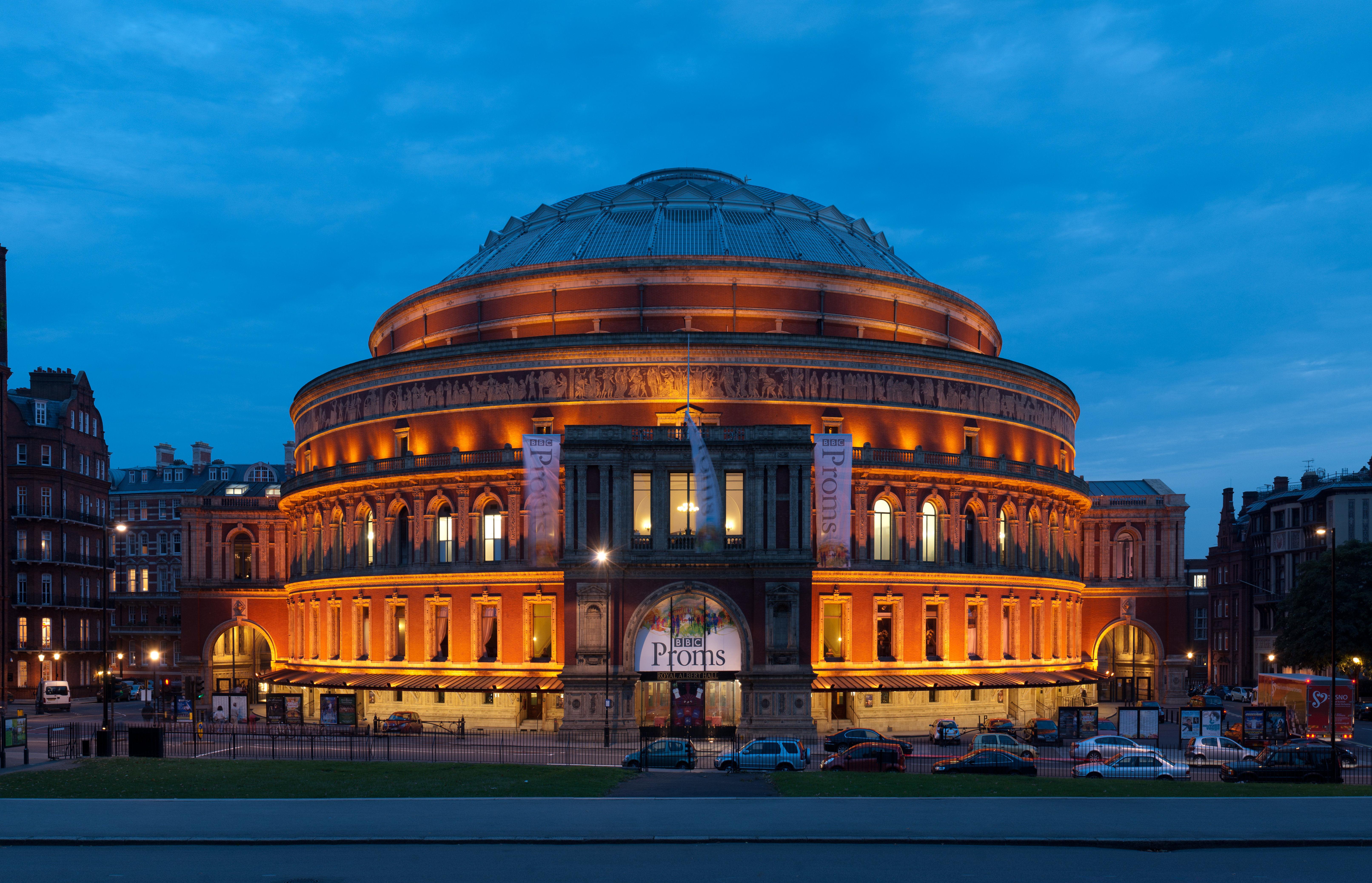
로열 알버트 홀

로열 알버트 홀(Royal Albert Hall)은 영국 잉글랜드 런던 시티오브웨스트민스터 내에 있는 음악 공연장이다. 매년 BBC 프롬스가 개최된다.